# Elatostema paramelanum
Elatostema paramelanum es una especie de planta del género Elatostema, perteneciente a la familia Urticaceae.

## Taxonomía
Elatostema paramelanum fue descrita por Hubert J.P. Winkler en 1922.

## Distribución
Se encuentra en el territorio de Nueva Guinea.